# Trophee des Alpilles
Il Trophée des Alpilles è stato un torneo professionistico di tennis giocato sul cemento, che faceva parte dell'ATP Challenger Tour. Si è gioca annualmente al Tennis Club de Saint-Rémy-de-Provence di Saint-Rémy-de-Provence in Francia dal 2009 al 2016.

## Albo d'oro

### Singolare
| Anno | Campione               | Finalista              | Punteggio           |
| ---- | ---------------------- | ---------------------- | ------------------- |
| 2009 | Marcos Baghdatis       | Xavier Malisse         | 6–4, 6–1            |
| 2010 | Jerzy Janowicz         | Édouard Roger-Vasselin | 3–6, 7–6(8), 7–6(6) |
| 2011 | Édouard Roger-Vasselin | Arnaud Clément         | 6–4, 6–3            |
| 2012 | Josselin Ouanna        | Flavio Cipolla         | 6–4, 7–5            |
| 2013 | Marc Gicquel           | Matteo Viola           | 6–4, 6–3            |
| 2014 | Nicolas Mahut          | Vincent Millot         | 6(3)–7, 6–4, 6–3    |
| 2015 | Ivan Dodig             | Nils Langer            | 6–3, 6–2            |
| 2016 | Daniil Medvedev        | Joris De Loore         | 6–3, 6–3            |

### Doppio
| Anno | Campioni                                             | Finalisti                            | Punteggio            |
| ---- | ---------------------------------------------------- | ------------------------------------ | -------------------- |
| 2009 | Jiří Krkoška Lukáš Lacko                             | Ruben Bemelmans Niels Desein         | 6–1, 3–6, [10–3]     |
| 2010 | Gilles Müller Édouard Roger-Vasselin (1)             | Andis Juška Deniss Pavlovs           | 6–0, 2–6, [13–11]    |
| 2011 | Pierre-Hugues Herbert (1) Édouard Roger-Vasselin (2) | Arnaud Clément Nicolas Renavand      | 6–0, 4–6, [10–7]     |
| 2012 | Laurynas Grigelis Uladzimir Ihnacik                  | Jordi Marsé-Vidri Carles Poch-Gradin | 6(4)–7, 6–3, [10–6]  |
| 2013 | Pierre-Hugues Herbert (2) Albano Olivetti            | Marc Gicquel Josselin Ouanna         | 6–3, 6(5)–7, [15–13] |
| 2014 | Pierre-Hugues Herbert (3) Konstantin Kravčuk         | David Guez Martin Vaisse             | 6–1, 7–6(3)          |
| 2015 | Ken Skupski (1) Neal Skupski (1)                     | Andrej Martin Igor Zelenay           | 6–4, 6–1             |
| 2016 | Ken Skupski (2) Neal Skupski (2)                     | David O'Hare Joe Salisbury           | 6(5)–7, 6–4, [10–5]  |